# Cappella Bartolini Salimbeni
La cappella Bartolini Salimbeni è la quarta cappella della navata destra della basilica di Santa Trinita a Firenze. Interamente decorata da Lorenzo Monaco, si tratta di uno dei migliori esempi superstiti di affreschi in stile gotico internazionale con riferimento alla città toscana. La cappella è inoltre ancora dotata di alcuni arredi originali, quali la cancellata quattrocentesca e la pala dell'Annunciazione, sempre di Lorenzo Monaco. Gli affreschi risalgono agli anni venti del Quattrocento e sono tra le ultime opere dell'artista.

## Storia
La cappella, creata durante l'ampliamento gotico della chiesa (avviato a metà del Duecento), appartenne ai ricchi mercanti Bartolini Salimbeni almeno dal 1363. Essi risiedevano in un palazzo in via Porta Rossa, prima di trasferirsi nell'ancora più vicino palazzo Bartolini Salimbeni in piazza Santa Trinita.
Verso il 1390 la cappella doveva essere già stata decorata da Spinello Aretino, del quale è stato trovato un frammentario Sposalizio mistico di santa Caterina con sinopia sotto la parete sinistra durante lo strappo del 1961. Da allora l'opera si trova esposta nella vicina cappella Cialli-Seringi. 
Gli affreschi risalgono agli anni venti del Quattrocento, quando doveva essere in corso un generale rinnovamento della decorazione della chiesa, a giudicare anche dalle tracce superstiti degli affreschi coevi di Giovanni Toscani nell'attigua cappella Ardinghelli. Forse l'iniziativa fu dei monaci vallombrosani, più che dei singoli proprietari delle cappelle. I religiosi sembrerebbero anche i responsabili della scelta del soggetto degli affreschi, legati al tema dell'Immacolata Concezione della Vergine, un soggetto allora al centro di accesi dibattiti teologici. L'unico riferimento ai committenti sembra la presenza di san Bartolomeo (protettore per assonanza dei "Bartolini") tra i santi del sottarco.
|  |  |

Come fonte di ispirazione Lorenzo Monaco aveva numerosi esempi di cicli di storie della Vergine: la Cappella Baroncelli di Taddeo Gaddi, la Cappella Rinuccini di Giovanni da Milano e altri e la perduta Cappella Tosinghi-Spinelli di un seguace di Giotto, tutte a Santa Croce; la cappellina nei pressi del chiostrino dei Morti di un seguace di Nardo di Cione e i perduti affreschi dell'Orcagna, entrambi a Santa Maria Novella; la Cappella del Sacro Cingolo di Agnolo Gaddi nel Duomo di Prato; inoltre c'erano le vetrate di Orsanmichele alle quali sembra avesse collaborato lo stesso Lorenzo Monaco, in particolare a un Miracolo della Madonna della Neve. 
Gli affreschi vennero scialbati (coperti da intonaco bianco) verso il 1740, come molti altri a Firenze, per essere riscoperti nel 1885-1887 da Augusto Burchi. In quell'epoca si procedette anche ad effettuare le integrazioni delle lacune, ad opera per lo più di Dario Chini, nella cui bottega lavorò anche suo nipote, un giovanissimo Galileo Chini.
Nel 1944 la distruzione del vicino ponte Santa Trinita con mine esplosive provocò un improvviso aumento di temperatura in tutta la chiesa, che causò vari danno agli affreschi (solfatazione, sollevamento della pellicola pittorica), ai quali si mise rimedio con il restauro del 1961. In quell'occasione si procedette allo stacco degli affreschi ed oltre a ritrovare l'opera precedente di Spinello, si scoprì una monofora sulla parete dell'altare che era stata chiusa per far spazio alle pitture. Inoltre si procedette alla rimozione delle integrazioni ottocentesche. 
Gli affreschi e la pala sono stati oggetto di un restauro iniziato e concluso nel 2004. La pala è stata invece restaurata dal 1997 al 1999.

## Descrizione
La cappella si presenta come un insieme omogeneo, con gli affreschi che si dispiegano sulle pareti, sulla volta, sul sottarco e sulla lunetta esterna oltre l'arcone. Lo stato di conservazione è buono ma non ottimale, per la perdita di vari brani di pitture, nonché di tutti gli elementi a secco, come i cieli di azzurrite (che oggi mostrano il colore rosso dello strato di preparazione) o il verde di malachite (che mostra la preparazione turchina). Alcuni difetti sono dovuti a una scarsa familiarità di Lorenzo Monaco con la tecnica dell'affresco (era soprattutto un miniatore e pittore di tavole e questa è l'unica sua prova significativa conosciuta su affresco), come la frammentazione di figure intere su due o più giornate, oppure il ricorso di parti a secco (che era comunque un espediente abbastanza comune). Alcuni hanno attribuito queste scelte infelici agli allievi di Lorenzo Monaco come Bartolomeo di Frousino o Matteo Torelli, che forse completarono alcune parti che potevano essere state lasciate incomplete alla morte del maestro nel 1424.
Egli seppe trarre spunti compositivi dalle ultime esperienze artistiche a Firenze, come quelle di Ghiberti, Gherardo Starnina e Masolino.
Il tema degli affreschi erano le dispute legate all'Immacolata Concezione di Maria, cioè alla questione se essa, della quale non si aveva notizia di battesimo, fosse nata priva del peccato originalep poiché concepita magari in sant'Anna direttamente dallo Spirito Santo. La disputa vedeva contrapposti da una parte i Francescani e le ramificazioni dell'Ordine Benedettino (tra cui gli stessi Vallombrosani) e dall'altra i Domenicani. Per san Tommaso d'Aquino la Vergine, nata come qualsiasi essere umano, venne poi "santificata" nel grembo della madre dalla scelta divina, per arrivare "sine macula" al momento dell'Annunciazione. Per gli oltranzisti quali sant'Anselmo e san Bonaventura il concepimento di Maria era invece avvenuto senza il seme di Gioacchino, dal quale non aveva ereditato quindi il peccato originale. Alla fine prevalse questa seconda versione, che venne dichiarata dogma nel 1854, sebbene già dal Concilio di Trento si fosse fatta una precisa scelta iconografica in questo senso. 
Gli affreschi di Lorenzo Monaco ebbero come fonte l'apocrifo Protovangelo di Giacomo sull'infanzia della Vergine, dove si evince il pensiero propugnato dai Vallombrosani, cioè la negazione della generazione naturale di Maria da Gioacchino ed Anna, sottolineata da una serie di elementi ultraterreni che rendono inequivocabile il messaggio.

### Le scene

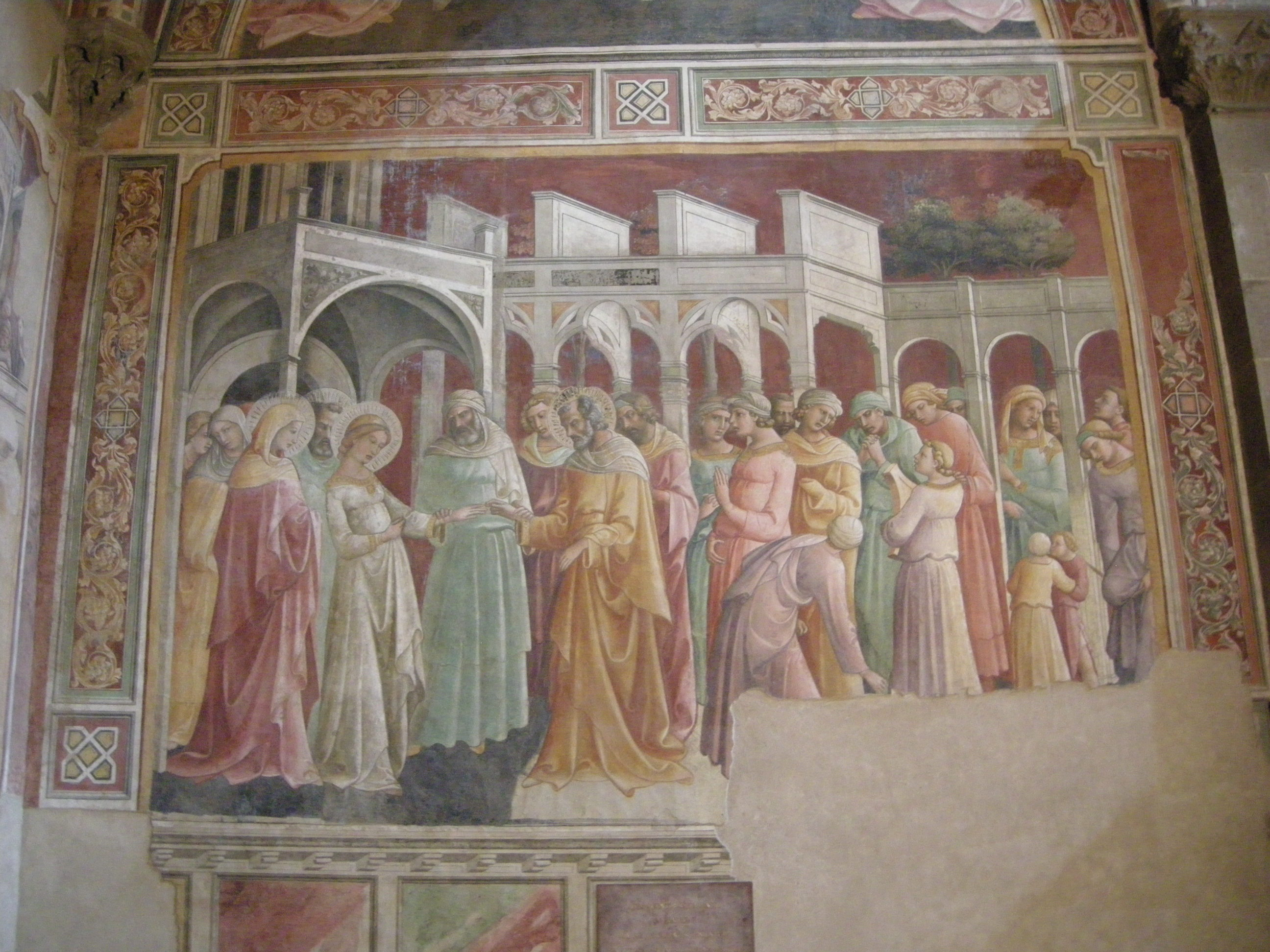
Sposalizio della Vergine

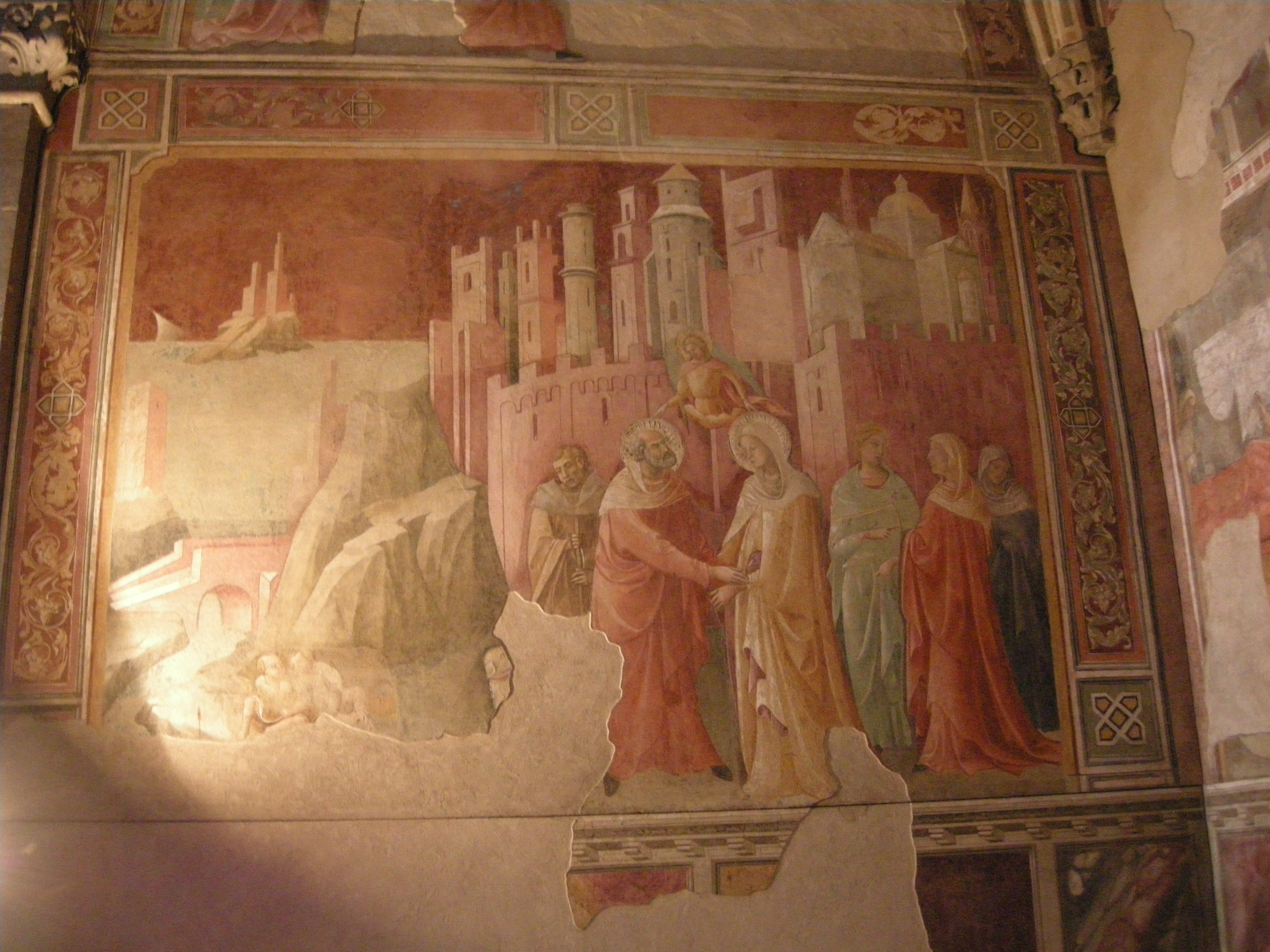
Incontro alla Porta d'Oro

Ciascuna parete ha due scene, una nella lunetta e una nel registro mediano, mentre il registro inferiore è occupato, come di consueto, da cornici e finte specchiature di marmo. La lettura delle scena inizia dalla parete sinistra, dall'alto in basso, per poi continuare nel registro mediano della parete centrale, proseguire nella parete destra dal basso all'alto e concludersi sulla lunetta della parete centrale. La parete centrale ha due scene nel registro mediano attorno alla pala centrale dell'Annunciazione.
Il ciclo inizia quindi nella lunetta della parete sinistra, dove sono raffigurati in un'unica scena gli episodi dell'Espulsione di Gioacchino dal Tempio e l'Annuncio a Gioacchino. In questa scena l'anziano e sterile Gioacchino è scacciato dal Tempio che rifiuta la sua offerta, secondo l'usanza ebraica, ma un angelo, mentre è nel deserto col suo gregge, gli annuncia la nascita di una figlia. 
Segue sotto l'Incontro fra Gioacchino e Anna alla Porta Aurea, ambientato alle porte di una fiabesca Gerusalemme caratterizzata da altissime torri, campanili ed edifici vari dai delicati colori rosati. Anna, che ha avuto lo stesso annuncio di Gioacchino è già incinta e un angelo sopra le loro teste certifica la matrice divina dell'accaduto. Nella parte sinistra si vede un ruscelletto, con due bambini, che sfocia in un mare tempestoso, dove una nave pare in difficoltà nei pressi di un'isoletta con un'alta torre: l'acqua del ruscelletto dove si abbeverano gli innocenti è simbolo di Maria quale fonte di vita, il mare è un richiamo all'attributo mariano di "Stella maris" e l'isoletta sarebbe la metafora dell'irraggiungibile verginità. La nave potrebbe essere un riferimento colto alla leggenda di Elsino abate di Ramsay (Panofski), che ottenne il salvataggio da un naufragio tramite l'aiuto di Maria che in cambio gli avrebbe chiesto l'istituzione della festa della Concezione. 
Le storie continuano sul registro mediano della parete di fondo, con la Natività della Vergine, che segue lo schema avviato dalla Natività di Pietro Lorenzetti con il bagno dell'infante (in parallelismo con le scene della natività di Gesù che viene così posta sullo stesso piano, secondo la dottrina immacolatista), e la Presentazione della Vergine al Tempio, dove Maria trascorse l'infanzia come un sorta di monaca, a sottolineare la sua assoluta castità. Quest'ultima scena contiene riferimenti numerologici nei gradini (tre più sette, come le Virtù teologali e tutte le virtù assieme) e negli archi del Tempio di Salomone (tre come la Trinità).
Segue la scena mediana sulla parete destra con lo Sposalizio della Vergine, forse l'unica interamente autografa del ciclo, che colpì i commentatori antichi quali Antonio Billi, l'Anonimo Gaddiano e Vasari. I pretendenti rifiutati da Maria incedono da destra verso sinistra come nell'Adorazione dei Magi agli Uffizi. Tra i pretendenti uno, in secondo piano dietro l'arcata, guarda torvo verso lo spettatore: alcuni lo indicano come un possibile autoritratto di Lorenzo Monaco, anche se tale usanza fiorì solo in seguito e il personaggio effigiato non è certo coerente con l'età del pittore all'epoca. 
La scena successiva è incarnata dalla tavola dell'Annunciazione, dove si mescolano vari influssi, tra cui anche una formella di Lorenzo Ghiberti per la porta nord del Battistero. Nella predella si trovano alcune scene che completano le Storie: Visitazione, Natività e Annuncio ai pastori, Adorazione dei Magi e Fuga in Egitto.
Seguono nel ciclo di affreschi alcuni eventi miracolosi legati alla vita della Vergine: la Dormitio, cioè la morte (lunetta destra) con l'"animula" come una bambina recata in cielo da Gesù, l'Assunzione (lunetta esterna alla cappella) e il Miracolo della Neve (lunetta centrale).
Nella volta a crociera i quattro spicchi ospitano altrettanti Profeti legati all'incarnazione del Verbo: David, Isaia, Malachia e Michea, quest'ultimo dal volto estremamente espressivo. Nell'imbotte si trovano i santi Giovanni Battista, Giovanni evangelista, Bartolomeo e Paolo, tra i quali è apprezzabile soprattutto il Battista, che ricorda le statue di Orsanmichele di Ghiberti e di Niccolò di Pietro Lamberti nella posa e le nicchie, come quella tripartita della Madonna della Rosa, nell'ambientazione.